# Karin Kratt
Karin Kratt (* 25. Juli 1985 in Worms) ist eine deutsche Autorin von Fantasy-Romanen und Kurzgeschichten.

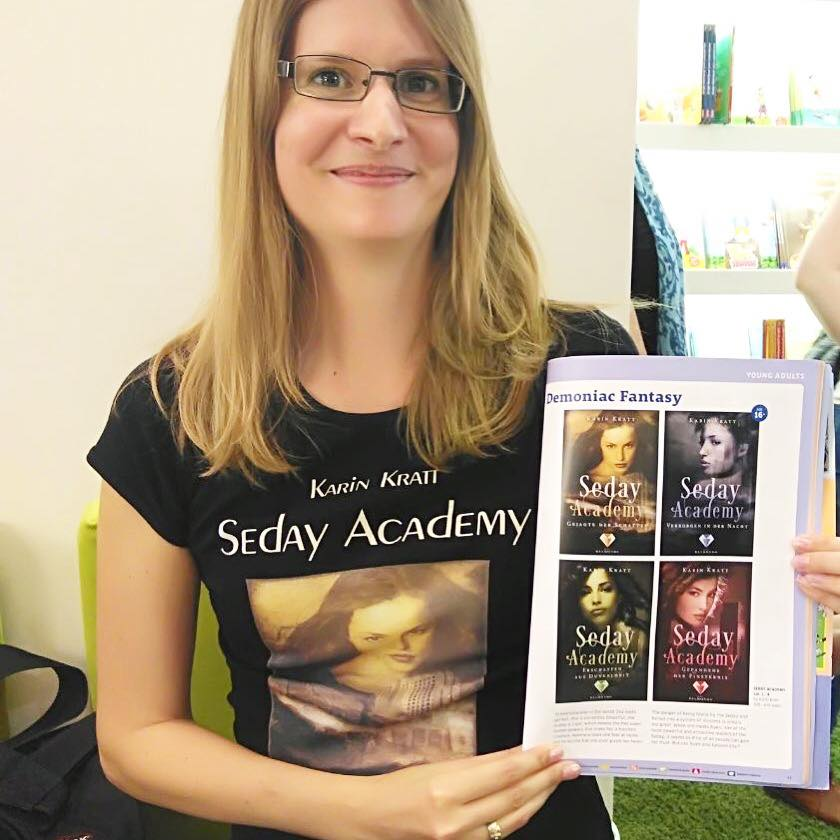
Karin Kratt auf der Frankfurter Buchmesse 2017

## Leben
Karin Kratt ist in einem kleinen Dorf in Rheinland-Pfalz aufgewachsen. Bereits als Jugendliche verfasste sie ihre ersten Kurzgeschichten. Nach ihrem Studium der Mathematik arbeitete Kratt im Risikomanagement einer Bank in Frankfurt a. M. Gleichzeitig schrieb sie ihre ersten Romanmanuskripte. 2016 erschien ihr Debüt-Roman Seday Academy – Gejagte der Schatten bei dem digitalen Imprint Dark Diamonds des Carlsen Verlags.
Sie lebt mit ihrer Familie im hessischen Ried.

## Werke

### Romane
- Seday Academy Band 1 – Gejagte der Schatten. Dark Diamonds/Carlsen Verlag, 2016, ISBN 978-3-646-30013-0
- Seday Academy Band 2 – Verborgen in der Nacht. Dark Diamonds/Carlsen Verlag, 2016, ISBN 978-3-646-30014-7
- Seday Academy Band 3 – Erschaffen aus Dunkelheit. Dark Diamonds/Carlsen Verlag, 2017, ISBN 978-3-646-30025-3
- Seday Academy Band 4 – Gefangene der Finsternis. Dark Diamonds/Carlsen Verlag, 2017, ISBN 978-3-646-30026-0
- Seday Academy Band 5 – Entfesselt durch Rache. Dark Diamonds/Carlsen Verlag, 2017, ISBN 978-3-646-30041-3
- Seday Academy Band 6 – Verdammte des Schicksals. Dark Diamonds/Carlsen Verlag, 2018, ISBN 978-3-646-30042-0
- Seday Academy Band 7 – Geboren aus Vergeltung. Dark Diamonds/Carlsen Verlag, 2019, ISBN 978-3-646-30106-9
- Seday Academy Band 8 – Verfolgte der Vergangenheit. Dark Diamonds/Carlsen Verlag, 2019, ISBN 978-3-646-30107-6
- Magicae Band 1 – Die eiserne Ordnung. Dark Diamonds/Carlsen Verlag, 2017, ISBN 978-3-646-30037-6
- Daughter of Darkness and Light – Schattenprophezeiung. Impress/Carlsen Verlag, 2018, ISBN  978-3-646-60445-0

### Kurzgeschichten
Veröffentlichung als "K. Kratt"
- Die Chroniken von Tenebra – Flammende Schatten in Magische Kurzgeschichten Band 1. Schwarzer Drachen Verlag, 2016, ISBN 978-3-940443-17-5
- Die Welt von Eldcer – Verlorene Perfektion in Magische Kurzgeschichten Band 1. Schwarzer Drachen Verlag, 2016, ISBN 978-3-940443-17-5